# Накопичувальне кільце

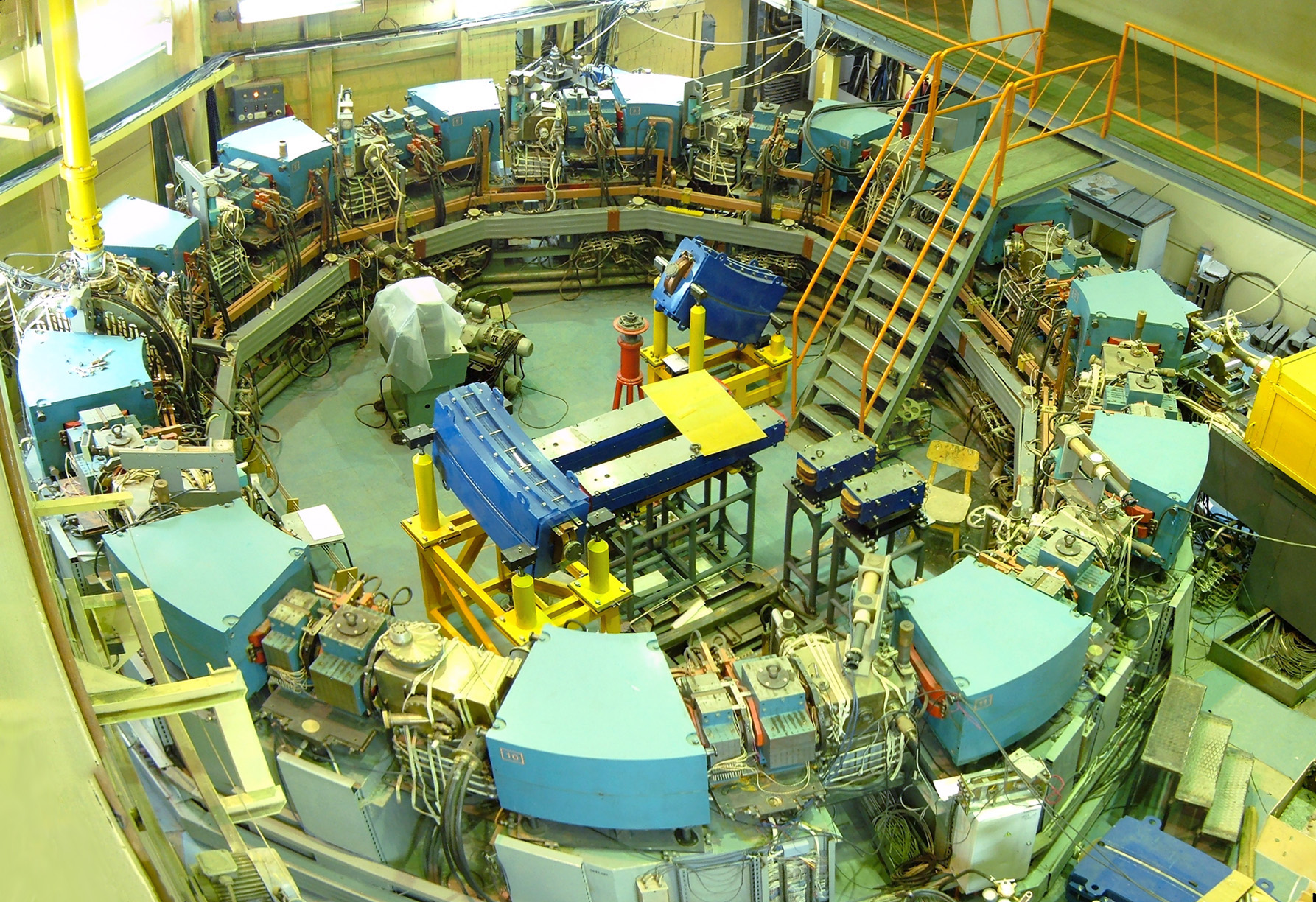
Бустер електронів і позитронів БЕП на прискорювальному комплексі ВЭПП-2000, Новосибірськ.

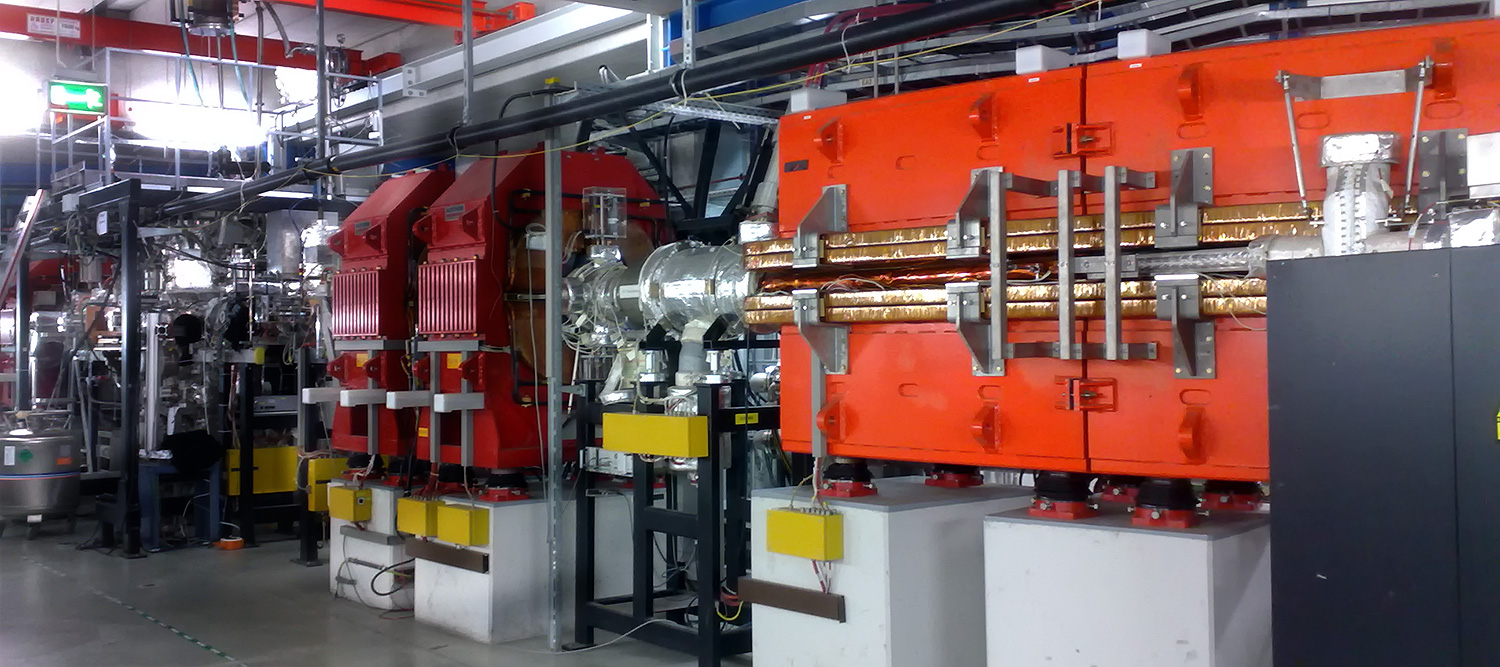
Фрагмент іонного накопичувача ESR, Дармштадт.

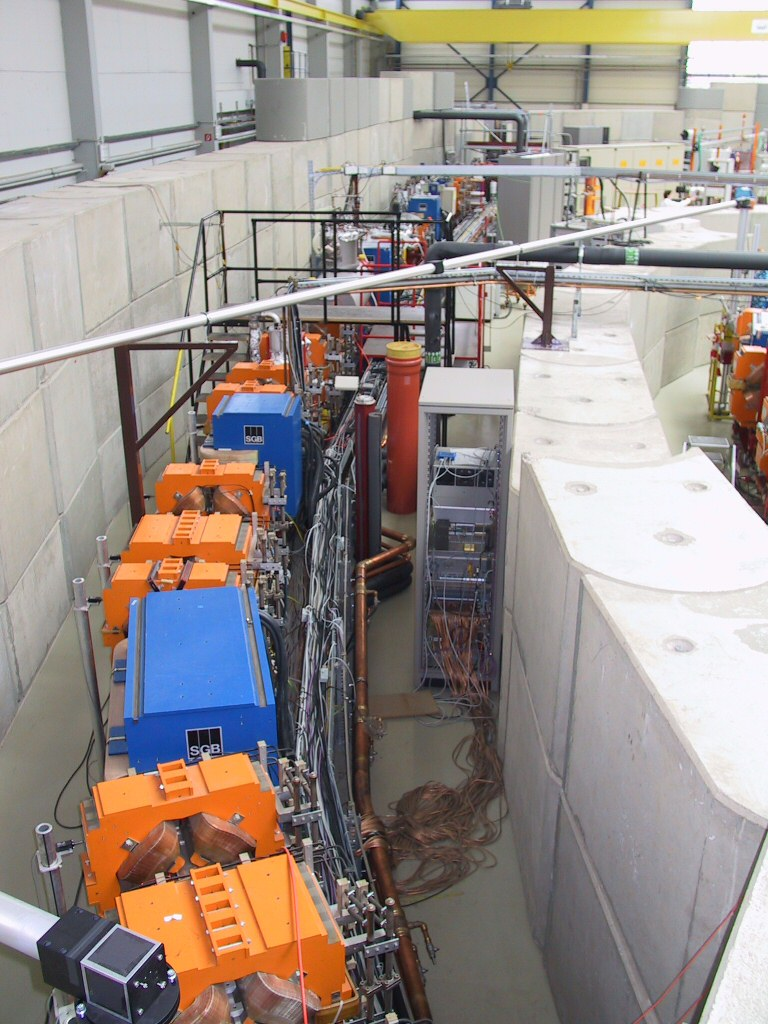
Арка джерела синхротронного випромінення, накопичувача електронів DELTA, Дортмунд.

Накопичувальне кільце, накопичувач — циклічний прискорювач заряджених частинок, синхротрон, призначений для накопичення і утримання інтенсивного пучка частинок. Накопичувачі використовуються в експериментах із фізики високих енергій (колайдери, експерименти з виведеним пучком або зі внутрішньою мішенню, бустери, накопичувачі пучків вторинних частинок, розпадні кільця, сповільнювачі і пастки), електронні накопичувачі використовують у джерелах синхротронного випромінення, протонні та іонні накопичувачі використовують для радіотерапії.
Принцип накопичувача заснований на тому, щоб інжектувати в синхротрон порцію частинок, а потім будь-яким методом охолодити пучок (зменшити емітанс), щоб мати можливість захопити нову порцію. За відсутності загасання емітансу захоплення нової порції неможливе без вибивання попередньої, внаслідок теореми Ліувілля про збереження фазового об'єму. В електронних накопичувачах охолодження відбувається внаслідок радіаційного загасання, в протонних та іонних кільцях використовують стохастичне і електронне охолодження. Багаторазова інжекція також можлива з використанням поздовжнього руху згустку. Також для багаторазової інжекції іонів застосовують методи перезарядної інжекції з різною методикою обдирання електронів.
Фундаментальним обмеженням інтенсивності пучка в накопичувачі є або внутрішньозгусткове розсіяння — для нерелятивістських або слабко релятивістських пучків важких частинок (протони, іони), або колективні ефекти — взаємодія пучка з наведеними його власним зарядом на стінках вакуумної камери електромагнітними полями (для ультарелятивістських електронних пучків).
Накопичувальні кільця запропонував 1956 року Джерард О'Нілл для отримання і використання інтенсивних пучків у фізиці високих енергій.